# سول كاليبر: لوست سوردز
سول كاليبر: لوست سوردز، هي لعبة قتال أنتجت عام 2013 من قبل نامكو بانداي حصرياً لأجهزة بلاي ستيشن 3.

## روابط خارجية
- الموقع الرسمي